# Z machine
Ne doit pas être confondu avec Z-machine.

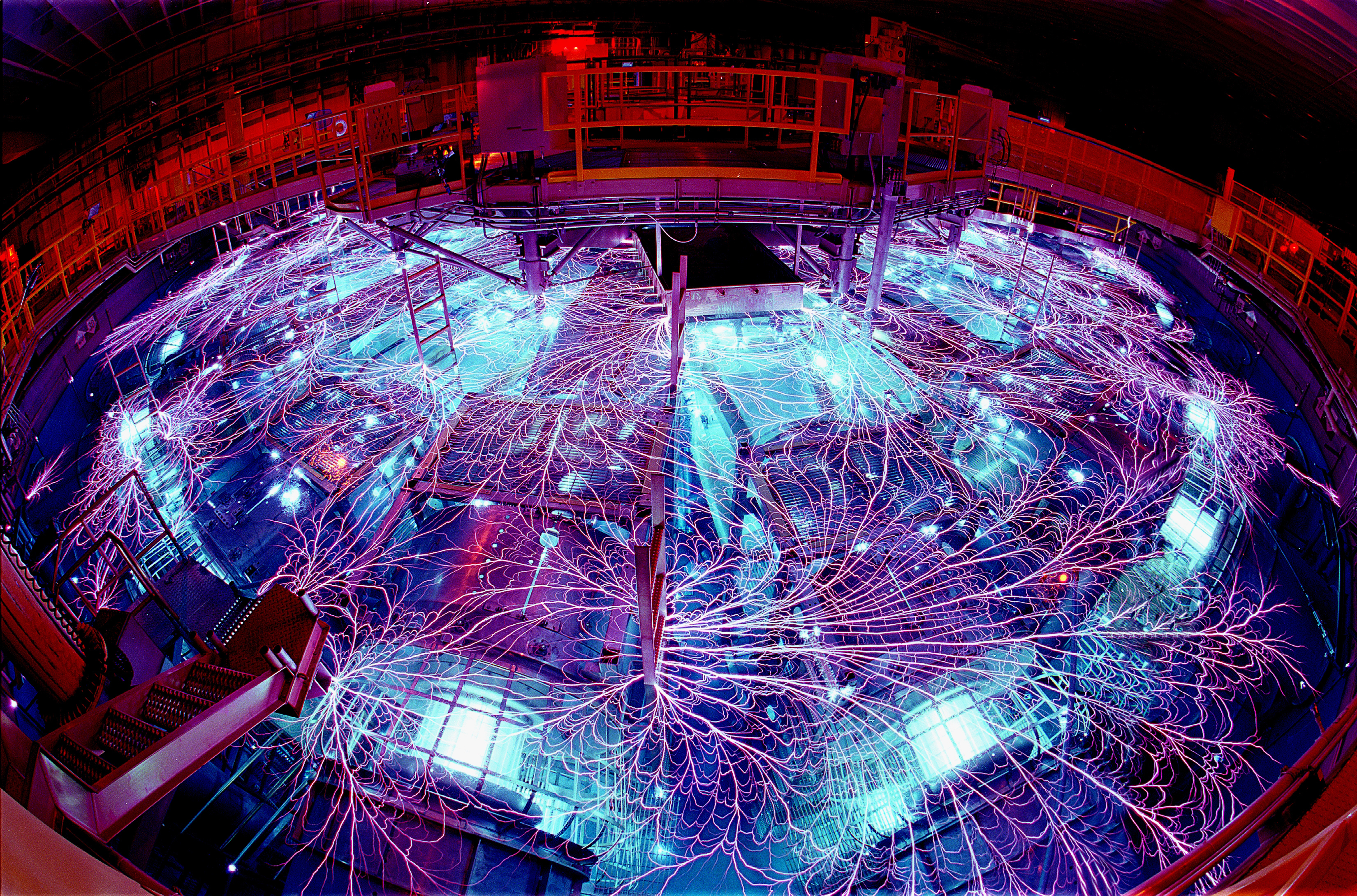
La Z machine en 2012.

La Z machine est un générateur de rayons X pulsés, ultra-compact à cadence élevée, le plus puissant au monde dans les années 2010. Elle est installée dans les locaux des laboratoires Sandia à Albuquerque au Nouveau-Mexique (États-Unis). Conçue pour soumettre des matériaux à des conditions extrêmes de température et de pression, elle est principalement utilisée dans le but de rassembler les données nécessaires à la simulation informatique des armes nucléaires. Elle ouvre de nouvelles perspectives dans l'étude de la fusion nucléaire car elle crée des températures de plusieurs milliards de degrés.

## Principe de fonctionnement
Le dispositif expérimental est constitué d'une cage cylindrique (ou hohlraum) contenant en son centre une cible cylindrique, en périphérie plusieurs centaines de fils plus fins qu'un cheveu (à l'origine en tungstène), l'intérieur pouvant en outre contenir une « mousse » spécialement adaptée à cet usage. De nombreuses variantes de la configuration et de la composition des fils ont été expérimentées, dans le but d'améliorer les résultats obtenus.
Le processus comporte plusieurs phases successives qui s'enchaînent en quelques nanosecondes. De façon simplifiée, on peut le décrire ainsi :
- un courant électrique extrêmement intense (vingt millions d'ampères) est envoyé à travers les fils, ce qui crée un champ magnétique, qui interagit avec les fils voisins selon une force de Laplace : {\displaystyle \mathbf {F} =I{\boldsymbol {\ell }}\times \mathbf {B} }. Grâce à la géométrie de la cage cylindrique, les fils vont converger vers le centre du cylindre rassemblé selon l'axe du système. La vitesse de convergence atteint 600 km/s. Cela donne naissance à un cordon de plasma de diamètre de l'ordre d'un millimètre et demi ;

- cette constriction du plasma projette les ions et les électrons vers l'axe de la cavité, jusqu'à un « point d'arrêt » qu'ils ne peuvent pas dépasser ; leur énergie cinétique est alors transformée en énergie électromagnétique (rayonnement de freinage des électrons), sous la forme d'un « flash » de rayons X ;
- le flash X, par un phénomène d'onde de choc, comprime violemment la cible.

L'impulsion électrique est produite par un ensemble de trente-six générateurs de Marx qui stockent leur énergie dans des cuves remplies d'eau jouant le rôle de condensateurs.
Ces générateurs sont déclenchés par des éclateurs permettant une décharge électrique extrêmement puissante en une fraction de seconde.

## Historique des expériences
- Les premières expériences avec la Z machine ont été menées en 1996 ; elles ont produit un rayonnement X d'une puissance supérieure à 200 térawatts (200 × 1012 W).
- L’utilisation de deux réseaux concentriques de fils au lieu d'un seul a porté en 1997 la puissance rayonnée à 290 térawatts, correspondant à une température de 1,8 million de degrés.
- La première expérience réussie de fusion de deutérium dans la Z machine a été annoncée en avril 2003 ; la température atteinte était de l'ordre de 11,6 millions de degrés, le diamètre de la capsule de combustible ayant été réduit de 2 à 0,16 mm (160 micromètres) en 7 nanosecondes (7 × 10−9 s).
- Le 8 mars 2006, Sandia annonce dans un communiqué officiel[2] avoir obtenu accidentellement un plasma d'une température supérieure à 2 milliards de kelvins au sein de la Z machine. Le responsable de projet Chris Deeney a ajouté avoir reproduit plusieurs fois l'expérience afin d'en valider le résultat.
- Le 2 novembre 2006, Sandia annonce dans un communiqué officiel[3] les avancées réalisées sur les capsules de diamant qui permettront à terme de contenir le carburant nucléaire.
- Le 24 avril 2007, Sandia annonce[4] que la Z machine dopée de générateurs LTD (en) (Linear Transformer Driver) peut fonctionner avec des impulsions ultra-brèves, ce qui la rapproche un peu plus d'un générateur à fusion à haut rendement.

## Deux milliards de kelvins
Au début de l'année 2006, la machine Z produisait des plasmas avec des températures annoncées supérieures à 2 milliards de kelvins (2 × 109 K), atteignant un pic de 3,7 × 109 K. Il a été réalisé en partie en remplaçant les fils de tungstène par des fils d'acier plus épais. Cette température, qui permet une efficacité de 10 à 15 % dans la conversion des rayons X, est beaucoup plus élevée que prévu (trois à quatre fois l'énergie cinétique des fils entrants sur l'axe).
Cette température a été établie par deux méthodes différentes. D'une part par la relation de Bennett (en) qui donne une température de 3,44 milliards de kelvins et, d'autre part, par la méthode d'élargissement de raies qui donne 3,7 milliards de kelvins (320 keV).

## Nouvelles perspectives
Dans des expériences réalisées en 2004 et 2005 rendues publiques par Sandia en mars 2006, l'augmentation du diamètre du réseau de fils et le remplacement des fils de tungstène par des fils d'acier ont permis de mesurer dans les plasmas produits des températures ioniques de 2 à 3 milliards de degrés. Elles sont très largement supérieures aux températures requises pour la fusion des atomes d'hydrogène, deutérium ou tritium, et permettraient, en théorie sinon en pratique, la fusion d'atomes d'hydrogène avec des atomes plus lourds comme le lithium ou le bore ; ces deux réactions présentent l'avantage d'être réellement propres, dans la mesure où elles ne produisent ni neutrons ni déchets radioactifs (fusion aneutronique), ce qui n'est pas le cas des réactions basées sur le deutérium et le tritium.
Pour la première fois, la puissance rayonnée a dépassé (d'un facteur 3 à 4) l'estimation de l'énergie cinétique développée lors de la compression du plasma. L'origine de ce surcroît d'énergie reste encore incertaine, car seules de rares tentatives d'explication ont été publiées,.
 La première en date est celle de Malcolm Haines,, professeur et chercheur en physique des plasmas à l'Imperial College de Londres ; elle met en avant l'apparition possible, lors de la phase finale de la constriction, d'une myriade de micro-instabilités magnétohydrodynamiques dont l'énergie cinétique serait transférée aux ions, augmentant ainsi la température du plasma, puis aux électrons, lesquels la libéreraient en émettant des rayons X.
De nouveaux dispositifs sont testés en vue de la rénovation de la Z-machine, comme le dispositif Thor qui faciliterait l'atteinte de pressions permettant la fusion.

## Évolutions
La Z-R machine, ou Z-Refurbished machine, est la version plus performante de la Z machine (vingt-six millions d'ampères). Son fonctionnement a débuté au premier trimestre 2007.

## Autres sites développant des expériences similaires
Des installations similaires à la Z machine existent dans d'autres pays :
- en Chine, le générateur QIANGGUANG-I du NINT (Northwest Institute of Nuclear Technology), proche de Xi'an (Shaanxi)[11] ;
- en France, le générateur SPHINX (anciennement générateur ECF du projet SYRINX[12]) du Centre d'essais de Gramat (Lot)[13] ;
- en Grande-Bretagne, le générateur MAGPIE (en) de l'Imperial College de Londres[14] ;
- en Russie, le générateur GIT-12 de l'Institut d'électronique des courants forts à Tomsk[15].